# Skykomish (Washington)
Skykomish es un pueblo ubicado en el condado de King en el estado estadounidense de Washington. En el año 2000 tenía una población de 214 habitantes y una densidad poblacional de 240,6 personas por km².

## Geografía
Skykomish se encuentra ubicada en las coordenadas 47°42′36″N 121°21′21″O / 47.71000, -121.35583.

## Demografía
Según la Oficina del Censo en 2000 los ingresos medios por hogar en la localidad eran de $45.357, y los ingresos medios por familia eran $48.500. Los hombres tenían unos ingresos medios de $42.500 frente a los $25.938 para las mujeres. La renta per cápita para la localidad era de $22.829. Alrededor del 9,0% de la población estaban por debajo del umbral de pobreza.